# Oeonistis splendens
Oeonistis splendens är en fjärilsart som beskrevs av T.P. Lucas 1890. Oeonistis splendens ingår i släktet Oeonistis och familjen björnspinnare. Inga underarter finns listade i Catalogue of Life.